# Монд, Людвиг
Людвиг Монд (нем. и англ. Ludwig Mond; 7 марта 1839[…], Кассель, Курфюршество Гессен, Германский союз — 11 декабря 1909[…], Лондон) — химик и промышленник немецкого происхождения, впоследствии принявший британское подданство.

## Образование и карьера
Людвиг Монд родился в еврейской семье в Касселе, Германия. Его родители были Мейер Бар (Мориц) Монд и Генриетта Левинсон. После обучения в школе его родного города, он изучал химию в университете Марбурга у Германа Кольбе и в Гейдельбергском университете под руководством Роберта Бунзена, но так и не получил степень. Затем он работал на заводах в Германии и Нидерландах до приезда в Англию, где он работает на заводе John Hutchinson & Co в Вайднесе начиная с 1862 года. Он работал в Утрехте в фирме P. Smits & de Wolf с 1864 по 1867, а затем вернулся в Вайднес. Там он сотрудничает с Джоном Хатчинсоном и разрабатывает метод восстановления серы из побочных продуктов процесса Леблана, который был использован для производства соды.
В 1872 году Монд начинает работать с бельгийским промышленником Эрнестом Сольве, который разрабатывал тогда новый метод производства соды, аммиачно-содовый. На следующий год он начал своё сотрудничество с промышленником Джоном Бруннером, чтобы разработать процесс получения соды, необходимый для экономической поддержки компании. Они поддержали компанию Brunner, Mond & Company строительством завода в Виннингтоне, графство Нортвич. Мондом были решены некоторые проблемы процесса, которые усложняли массовое производство соды, а к 1880 г. он превратил способ в коммерчески значимый процесс. В течение 20 лет этот бизнес стал крупнейшим в сфере производства соды в мире.
В 1889г. в Англии Мондом был открыт первый из карбонилов металлов группы железа - карбонил никеля. Проведя детальное исследование условий синтеза и термического разложения этого соединения, Монд уже в 1901 г. сумел внедрить карбонил-процесс в металлургическую промышленность Англии как новый способ получения никеля высокой чистоты. Особенность способа Монда заключалась в том, что синтез и термическое разложение карбонила никеля проводятся непрерывно под давлением, близким к атмосферному, в системе последовательно соединённых аппаратов с циркуляцией окиси углерода. Исходным сырьём в процессе служит специально подготовленный медноникелевый штейн (сплав никеля с серой). Конечный продукт — карбонильный никель Монда представляет собой зернистый материал с частицами сферической формы диаметром 5 — 10 мм, содержащий 99,5 — 99,8% Ni.
Монд продолжал исследование новых химических процессов. Он открыл карбонил никеля Ni(CO)4, ранее неизвестное соединение, которое может быть легко разложено для получения чистого никеля из руды в процессе Монда. Чтобы использовать этот процесс, он основал Mond Nickel Company. Руды из канадских никелевых шахт предварительно обогащались, а затем отправлялись для работ Монда в Клидах, возле Суонси, Уэльс для окончательной очистки.

## Награды и заслуги
Монд содействовал научным обществам и, чтобы оказать помощь, вместе с Генри Роско помог расширить небольшое Landcashire Chemical Society в международное Сообщество Химической Промышленности, президентом которого он был избран в 1888 году. В 1891 году он был избран членом Королевского общества. За рубежом был избран в члены Немецкого Химического Сообщества, Società Reale в Неаполе, и Прусской академии наук. Он был удостоен докторской степени университетов Падуи, Гейдельберг, Манчестер и Оксфорде и награждён Большой лентой ордена Короны Италии.
Он был деятелем целого ряда научных организаций, в том числе Королевского общества, итальянской Академии деи Линчеи и Королевского института Великобритании. В своем завещании он оставил пожертвование городу Касселю и ряду еврейских благотворительных организаций. В последние годы жизни он создал коллекцию картин старинных мастеров, и оставил большую часть из них Национальной галерее в Лондоне. Его жена передала большую коллекцию материалов, относящихся к немецкой литературе, в Королевский колледж Лондона.

## Семья и личная жизнь
В октябре 1866 Монд женился на своей кузине, Фриде Левенталь (1847—1923) в своем родном городе Кёльне. Вскоре они переехали в Англию, где обзавелись двумя сыновьями, Робертом и Альфредом. В 1880 году он принял британское гражданство. Пока он работал, семья жила в Виннингтоне, а в 1884 году они переехали в Лондон. С начала 1890-х года он проводил зимнее время в своём доме в Риме. Этот дом Palazzo Zuccari был сначала орендован, а затем (1904) куплен на имя подруги его жены Генриетты Герц, которая занималась им в научном центре истории искусства, названном впоследствии библиотекой Hertziana. Он умер в своем доме, в Лондоне, 'The Poplars', Avenue Road, рядом с Риджентс-парк. Хотя он никогда не занимался какой-либо религиозной деятельностью, он был похоронен по еврейской традиции на кладбище в Санкт-Панкрас, где его сыновьями был возведён мавзолей. Его имущество было оценено в 1 миллион Ј.